# Budapesti Híradó
A Budapesti Híradó a konzervatív párt legerősebb vezérlapja volt 1844 és 1848 között.[forrás?]

## Története
Dessewffy Emil gróf indította meg 1844. július 2-án. Szenvey József szerkesztette 1848 március 15-ig. Ekkor Vida Károly vette át a szerkesztést a lap megszűnéséig, 1848. július 15-ig.[forrás?] Összesen 888 száma jelent meg, a márciusi napokig hetenként négyszer kis ívrét alakban háromszor hasábozva, azután hetenként hatszor. Ebben a hírlapban jelent meg az első tárca 1845. január 5-től Jósika Miklós «Akarat és hajlam» című regényével; 1846-ban pedig már «Irodalom és tudomány» címmel állandó tárcarovata volt a lapnak.